# Spelartrupper under världsmästerskapet i fotboll för klubblag 2012
Spelartrupperna under världsmästerskapet i fotboll för klubblag 2012 fick bestå av 23 spelare, varav 3 målvakter. En lista över 23 spelare skulle lämnas in till Fifas sekretariat före turneringens start.
Vardera spelare i ett lag skulle på förhand få en siffra tilldelat mellan 1 och 23. Siffran 1 var reserverat för en av målvakterna. Spelarna var tillåtna att spela med högre spelarsiffror än 23 om de i laget spelade med ett eget valt nummer i landets fotbollsliga.

## Al-Ahly
Tränare:  Hossam El-Badry
| Nr | Land    | Pos | Namn          |
| -- | ------- | --- | ------------- |
| 1  | Egypten | MV  | Sherif Ekramy |
| 13 | Egypten | MV  | Abd El-Moneam |
| 16 | Egypten | MV  | Abou El-Saoud |

| Nr | Land    | Pos | Namn          |
| -- | ------- | --- | ------------- |
| 1  | Egypten | MV  | Sherif Ekramy |
| 13 | Egypten | MV  | Abd El-Moneam |
| 16 | Egypten | MV  | Abou El-Saoud |

| Nr | Land    | Pos | Namn               |
| -- | ------- | --- | ------------------ |
| 2  | Egypten | F   | Saad Samir         |
| 3  | Egypten | F   | Rami Rabia         |
| 4  | Egypten | F   | Sherif Abdel-Fadil |
| 6  | Egypten | F   | Wael Gomaa         |
| 12 | Egypten | F   | Ahmad Shedid       |
| 17 | Egypten | F   | Sayed Moawad       |
| 23 | Egypten | F   | Mohamed Nagieb     |
| 24 | Egypten | F   | Ahmed Fathy        |

| Nr | Land    | Pos | Namn               |
| -- | ------- | --- | ------------------ |
| 2  | Egypten | F   | Saad Samir         |
| 3  | Egypten | F   | Rami Rabia         |
| 4  | Egypten | F   | Sherif Abdel-Fadil |
| 6  | Egypten | F   | Wael Gomaa         |
| 12 | Egypten | F   | Ahmad Shedid       |
| 17 | Egypten | F   | Sayed Moawad       |
| 23 | Egypten | F   | Mohamed Nagieb     |
| 24 | Egypten | F   | Ahmed Fathy        |

| Nr | Land    | Pos | Namn              |
| -- | ------- | --- | ----------------- |
| 5  | Egypten | MF  | Shehab Ahmed      |
| 8  | Egypten | MF  | Mohamed Barakat   |
| 11 | Egypten | MF  | Walid Soliman     |
| 14 | Egypten | MF  | Hossam Ghaly ()   |
| 19 | Egypten | MF  | Abdallah Said     |
| 22 | Egypten | MF  | Mohamed Aboutrika |
| 25 | Egypten | MF  | Hossam Ashour     |
| 27 | Egypten | MF  | Trezeguet         |

| Nr | Land    | Pos | Namn              |
| -- | ------- | --- | ----------------- |
| 5  | Egypten | MF  | Shehab Ahmed      |
| 8  | Egypten | MF  | Mohamed Barakat   |
| 11 | Egypten | MF  | Walid Soliman     |
| 14 | Egypten | MF  | Hossam Ghaly ()   |
| 19 | Egypten | MF  | Abdallah Said     |
| 22 | Egypten | MF  | Mohamed Aboutrika |
| 25 | Egypten | MF  | Hossam Ashour     |
| 27 | Egypten | MF  | Trezeguet         |

| Nr | Land        | Pos | Namn               |
| -- | ----------- | --- | ------------------ |
| 9  | Egypten     | A   | Emad Moteab        |
| 15 | Egypten     | A   | Gedo               |
| 18 | Egypten     | A   | Al-Sayed Hamdy     |
| 26 | Mauretanien | A   | Dominique Da Silva |

| Nr | Land        | Pos | Namn               |
| -- | ----------- | --- | ------------------ |
| 9  | Egypten     | A   | Emad Moteab        |
| 15 | Egypten     | A   | Gedo               |
| 18 | Egypten     | A   | Al-Sayed Hamdy     |
| 26 | Mauretanien | A   | Dominique Da Silva |

## Auckland City
Tränare:  Ramón Tribulietx
| Nr | Land        | Pos | Namn            |
| -- | ----------- | --- | --------------- |
| 1  | Nya Zeeland | MV  | Jacob Spoonley  |
| 12 | Nya Zeeland | MV  | Tamati Williams |
| 18 | Nya Zeeland | MV  | Liam Anderson   |

| Nr | Land        | Pos | Namn            |
| -- | ----------- | --- | --------------- |
| 1  | Nya Zeeland | MV  | Jacob Spoonley  |
| 12 | Nya Zeeland | MV  | Tamati Williams |
| 18 | Nya Zeeland | MV  | Liam Anderson   |

| Nr | Land        | Pos | Namn             |
| -- | ----------- | --- | ---------------- |
| 2  | Nya Zeeland | F   | Simon Arms       |
| 3  | Japan       | F   | Takuya Iwata     |
| 4  | Nya Zeeland | F   | Riki Van Steeden |
| 5  | Spanien     | F   | Ángel Berlanga   |
| 7  | Nya Zeeland | F   | James Pritchett  |
| 15 | Nya Zeeland | F   | Ivan Vicelich () |
| 22 | Nya Zeeland | F   | Andrew Milne     |

| Nr | Land        | Pos | Namn             |
| -- | ----------- | --- | ---------------- |
| 2  | Nya Zeeland | F   | Simon Arms       |
| 3  | Japan       | F   | Takuya Iwata     |
| 4  | Nya Zeeland | F   | Riki Van Steeden |
| 5  | Spanien     | F   | Ángel Berlanga   |
| 7  | Nya Zeeland | F   | James Pritchett  |
| 15 | Nya Zeeland | F   | Ivan Vicelich () |
| 22 | Nya Zeeland | F   | Andrew Milne     |

| Nr | Land             | Pos | Namn             |
| -- | ---------------- | --- | ---------------- |
| 6  | Nya Zeeland      | MF  | Jason Hicks      |
| 8  | Wales            | MF  | Christopher Bale |
| 11 | Nya Zeeland      | MF  | Daniel Koprivcic |
| 13 | Nya Zeeland      | MF  | Alex Feneridis   |
| 16 | Spanien          | MF  | Albert Riera     |
| 17 | Spanien          | MF  | Pedro Garcia     |
| 19 | Nya Zeeland      | MF  | Daniel Saric     |
| 21 | Papua Nya Guinea | MF  | David Browne     |

| Nr | Land             | Pos | Namn             |
| -- | ---------------- | --- | ---------------- |
| 6  | Nya Zeeland      | MF  | Jason Hicks      |
| 8  | Wales            | MF  | Christopher Bale |
| 11 | Nya Zeeland      | MF  | Daniel Koprivcic |
| 13 | Nya Zeeland      | MF  | Alex Feneridis   |
| 16 | Spanien          | MF  | Albert Riera     |
| 17 | Spanien          | MF  | Pedro Garcia     |
| 19 | Nya Zeeland      | MF  | Daniel Saric     |
| 21 | Papua Nya Guinea | MF  | David Browne     |

| Nr | Land       | Pos | Namn           |
| -- | ---------- | --- | -------------- |
| 9  | Spanien    | A   | Manel Expósito |
| 10 | Costa Rica | A   | Luis Corrales  |
| 14 | England    | A   | Adam Dickinson |
| 20 | Argentina  | A   | Emiliano Tade  |

| Nr | Land       | Pos | Namn           |
| -- | ---------- | --- | -------------- |
| 9  | Spanien    | A   | Manel Expósito |
| 10 | Costa Rica | A   | Luis Corrales  |
| 14 | England    | A   | Adam Dickinson |
| 20 | Argentina  | A   | Emiliano Tade  |

## Chelsea
Tränare:  Rafael Benítez
| Nr | Land     | Pos | Namn             |
| -- | -------- | --- | ---------------- |
| 1  | Tjeckien | MV  | Petr Čech ()     |
| 22 | England  | MV  | Ross Turnbull    |
| 40 | Portugal | MV  | Henrique Hilário |

| Nr | Land     | Pos | Namn             |
| -- | -------- | --- | ---------------- |
| 1  | Tjeckien | MV  | Petr Čech ()     |
| 22 | England  | MV  | Ross Turnbull    |
| 40 | Portugal | MV  | Henrique Hilário |

| Nr | Land      | Pos | Namn               |
| -- | --------- | --- | ------------------ |
| 2  | Serbien   | F   | Branislav Ivanović |
| 3  | England   | F   | Ashley Cole        |
| 4  | Brasilien | F   | David Luiz         |
| 19 | Portugal  | F   | Paulo Ferreira     |
| 24 | England   | F   | Gary Cahill        |
| 26 | England   | F   | John Terry         |
| 28 | Spanien   | F   | César Azpilicueta  |
| 34 | England   | F   | Ryan Bertrand      |

| Nr | Land      | Pos | Namn               |
| -- | --------- | --- | ------------------ |
| 2  | Serbien   | F   | Branislav Ivanović |
| 3  | England   | F   | Ashley Cole        |
| 4  | Brasilien | F   | David Luiz         |
| 19 | Portugal  | F   | Paulo Ferreira     |
| 24 | England   | F   | Gary Cahill        |
| 26 | England   | F   | John Terry         |
| 28 | Spanien   | F   | César Azpilicueta  |
| 34 | England   | F   | Ryan Bertrand      |

| Nr | Land      | Pos | Namn           |
| -- | --------- | --- | -------------- |
| 7  | Brasilien | MF  | Ramires        |
| 8  | England   | MF  | Frank Lampard  |
| 10 | Spanien   | MF  | Juan Mata      |
| 11 | Brasilien | MF  | Oscar          |
| 12 | Nigeria   | MF  | John Obi Mikel |
| 17 | Belgien   | MF  | Eden Hazard    |
| 21 | Tyskland  | MF  | Marko Marin    |
| 56 | England   | MF  | George Saville |

| Nr | Land      | Pos | Namn           |
| -- | --------- | --- | -------------- |
| 7  | Brasilien | MF  | Ramires        |
| 8  | England   | MF  | Frank Lampard  |
| 10 | Spanien   | MF  | Juan Mata      |
| 11 | Brasilien | MF  | Oscar          |
| 12 | Nigeria   | MF  | John Obi Mikel |
| 17 | Belgien   | MF  | Eden Hazard    |
| 21 | Tyskland  | MF  | Marko Marin    |
| 56 | England   | MF  | George Saville |

| Nr | Land      | Pos | Namn             |
| -- | --------- | --- | ---------------- |
| 9  | Spanien   | A   | Fernando Torres  |
| 13 | Nigeria   | A   | Victor Moses     |
| 23 | England   | A   | Daniel Sturridge |
| 35 | Brasilien | A   | Lucas Piazón     |

| Nr | Land      | Pos | Namn             |
| -- | --------- | --- | ---------------- |
| 9  | Spanien   | A   | Fernando Torres  |
| 13 | Nigeria   | A   | Victor Moses     |
| 23 | England   | A   | Daniel Sturridge |
| 35 | Brasilien | A   | Lucas Piazón     |

## Monterrey
Tränare:  Víctor Manuel Vucetich
| Nr | Land   | Pos | Namn                |
| -- | ------ | --- | ------------------- |
| 1  | Mexiko | MV  | Jonathan Orozco     |
| 12 | Mexiko | MV  | Alejandro Dautt     |
| 23 | Mexiko | MV  | Juan de Dios Ibarra |

| Nr | Land   | Pos | Namn                |
| -- | ------ | --- | ------------------- |
| 1  | Mexiko | MV  | Jonathan Orozco     |
| 12 | Mexiko | MV  | Alejandro Dautt     |
| 23 | Mexiko | MV  | Juan de Dios Ibarra |

| Nr | Land      | Pos | Namn                   |
| -- | --------- | --- | ---------------------- |
| 2  | Mexiko    | F   | Severo Meza            |
| 3  | Mexiko    | F   | Leobardo López         |
| 4  | Mexiko    | F   | Ricardo Osorio         |
| 5  | Mexiko    | F   | Darvin Chávez          |
| 6  | Mexiko    | F   | Héctor Morales         |
| 11 | Ecuador   | F   | Walter Ayoví           |
| 15 | Argentina | F   | José María Basanta ()  |
| 20 | Mexiko    | F   | Óscar Sebastián García |
| 21 | Mexiko    | F   | Hiram Mier             |
| 24 | Mexiko    | F   | Sergio Pérez Moya      |

| Nr | Land      | Pos | Namn                   |
| -- | --------- | --- | ---------------------- |
| 2  | Mexiko    | F   | Severo Meza            |
| 3  | Mexiko    | F   | Leobardo López         |
| 4  | Mexiko    | F   | Ricardo Osorio         |
| 5  | Mexiko    | F   | Darvin Chávez          |
| 6  | Mexiko    | F   | Héctor Morales         |
| 11 | Ecuador   | F   | Walter Ayoví           |
| 15 | Argentina | F   | José María Basanta ()  |
| 20 | Mexiko    | F   | Óscar Sebastián García |
| 21 | Mexiko    | F   | Hiram Mier             |
| 24 | Mexiko    | F   | Sergio Pérez Moya      |

| Nr | Land      | Pos | Namn                |
| -- | --------- | --- | ------------------- |
| 7  | Mexiko    | MF  | Edgar Solís         |
| 8  | Mexiko    | MF  | Gerardo Moreno      |
| 14 | Mexiko    | MF  | Jesús Manuel Corona |
| 18 | Argentina | MF  | Neri Cardozo        |

| Nr | Land      | Pos | Namn                |
| -- | --------- | --- | ------------------- |
| 7  | Mexiko    | MF  | Edgar Solís         |
| 8  | Mexiko    | MF  | Gerardo Moreno      |
| 14 | Mexiko    | MF  | Jesús Manuel Corona |
| 18 | Argentina | MF  | Neri Cardozo        |

| Nr | Land      | Pos | Namn            |
| -- | --------- | --- | --------------- |
| 9  | Mexiko    | A   | Aldo de Nigris  |
| 10 | Mexiko    | A   | Luis Madrigal   |
| 13 | Mexiko    | A   | Abraham Carreño |
| 19 | Argentina | A   | César Delgado   |
| 26 | Chile     | A   | Humberto Suazo  |
| 59 | Mexiko    | A   | Salvador Jasso  |

| Nr | Land      | Pos | Namn            |
| -- | --------- | --- | --------------- |
| 9  | Mexiko    | A   | Aldo de Nigris  |
| 10 | Mexiko    | A   | Luis Madrigal   |
| 13 | Mexiko    | A   | Abraham Carreño |
| 19 | Argentina | A   | César Delgado   |
| 26 | Chile     | A   | Humberto Suazo  |
| 59 | Mexiko    | A   | Salvador Jasso  |

## Corinthians
Tränare:  Tite
| Nr | Land      | Pos | Namn             |
| -- | --------- | --- | ---------------- |
| 1  | Brasilien | MV  | Júlio César      |
| 12 | Brasilien | MV  | Cássio           |
| 22 | Brasilien | MV  | Danilo Fernandes |

| Nr | Land      | Pos | Namn             |
| -- | --------- | --- | ---------------- |
| 1  | Brasilien | MV  | Júlio César      |
| 12 | Brasilien | MV  | Cássio           |
| 22 | Brasilien | MV  | Danilo Fernandes |

| Nr | Land      | Pos | Namn              |
| -- | --------- | --- | ----------------- |
| 2  | Brasilien | F   | Alessandro ()     |
| 3  | Brasilien | F   | Chicão            |
| 4  | Brasilien | F   | Wallace           |
| 6  | Brasilien | F   | Fábio Santos      |
| 13 | Brasilien | F   | Paulo André       |
| 15 | Brasilien | F   | Ânderson Polga    |
| 26 | Brasilien | F   | Guilherme Andrade |
| 28 | Brasilien | F   | Felipe            |

| Nr | Land      | Pos | Namn              |
| -- | --------- | --- | ----------------- |
| 2  | Brasilien | F   | Alessandro ()     |
| 3  | Brasilien | F   | Chicão            |
| 4  | Brasilien | F   | Wallace           |
| 6  | Brasilien | F   | Fábio Santos      |
| 13 | Brasilien | F   | Paulo André       |
| 15 | Brasilien | F   | Ânderson Polga    |
| 26 | Brasilien | F   | Guilherme Andrade |
| 28 | Brasilien | F   | Felipe            |

| Nr | Land      | Pos | Namn         |
| -- | --------- | --- | ------------ |
| 5  | Brasilien | MF  | Ralf         |
| 8  | Brasilien | MF  | Paulinho     |
| 10 | Brasilien | MF  | Douglas      |
| 17 | Brasilien | MF  | Willian Arão |
| 20 | Brasilien | MF  | Danilo       |
| 21 | Brasilien | MF  | Edenílson    |
| 29 | Brasilien | MF  | Giovanni     |

| Nr | Land      | Pos | Namn         |
| -- | --------- | --- | ------------ |
| 5  | Brasilien | MF  | Ralf         |
| 8  | Brasilien | MF  | Paulinho     |
| 10 | Brasilien | MF  | Douglas      |
| 17 | Brasilien | MF  | Willian Arão |
| 20 | Brasilien | MF  | Danilo       |
| 21 | Brasilien | MF  | Edenílson    |
| 29 | Brasilien | MF  | Giovanni     |

| Nr | Land      | Pos | Namn                 |
| -- | --------- | --- | -------------------- |
| 7  | Argentina | A   | Juan Manuel Martínez |
| 9  | Peru      | A   | Paolo Guerrero       |
| 11 | Qatar     | A   | Emerson              |
| 23 | Brasilien | A   | Jorge Henrique       |
| 31 | Brasilien | A   | Romarinho            |

| Nr | Land      | Pos | Namn                 |
| -- | --------- | --- | -------------------- |
| 7  | Argentina | A   | Juan Manuel Martínez |
| 9  | Peru      | A   | Paolo Guerrero       |
| 11 | Qatar     | A   | Emerson              |
| 23 | Brasilien | A   | Jorge Henrique       |
| 31 | Brasilien | A   | Romarinho            |

## Sanfrecce Hiroshima
Tränare:  Hajime Moriyasu
| Nr | Land  | Pos | Namn              |
| -- | ----- | --- | ----------------- |
| 1  | Japan | MV  | Shusaku Nishikawa |
| 13 | Japan | MV  | Takuya Masuda     |
| 21 | Japan | MV  | Yutaro Hara       |

| Nr | Land  | Pos | Namn              |
| -- | ----- | --- | ----------------- |
| 1  | Japan | MV  | Shusaku Nishikawa |
| 13 | Japan | MV  | Takuya Masuda     |
| 21 | Japan | MV  | Yutaro Hara       |

| Nr | Land     | Pos | Namn             |
| -- | -------- | --- | ---------------- |
| 2  | Sydkorea | F   | Hwang Seok-Ho    |
| 4  | Japan    | F   | Hiroki Mizumoto  |
| 5  | Japan    | F   | Kazuhiko Chiba   |
| 22 | Japan    | F   | Tsubasa Yokotake |
| 24 | Japan    | F   | Ryota Moriwaki   |
| 30 | Japan    | F   | Shinji Tsujio    |
| 33 | Japan    | F   | Tsukasa Shiotani |

| Nr | Land     | Pos | Namn             |
| -- | -------- | --- | ---------------- |
| 2  | Sydkorea | F   | Hwang Seok-Ho    |
| 4  | Japan    | F   | Hiroki Mizumoto  |
| 5  | Japan    | F   | Kazuhiko Chiba   |
| 22 | Japan    | F   | Tsubasa Yokotake |
| 24 | Japan    | F   | Ryota Moriwaki   |
| 30 | Japan    | F   | Shinji Tsujio    |
| 33 | Japan    | F   | Tsukasa Shiotani |

| Nr | Land     | Pos | Namn              |
| -- | -------- | --- | ----------------- |
| 6  | Japan    | MF  | Toshihiro Aoyama  |
| 7  | Japan    | MF  | Kōji Morisaki     |
| 8  | Japan    | MF  | Kazuyuki Morisaki |
| 14 | Kroatien | MF  | Mihael Mikić      |
| 15 | Japan    | MF  | Yojiro Takahagi   |
| 16 | Japan    | MF  | Satoru Yamagishi  |
| 20 | Japan    | MF  | Hironori Ishikawa |
| 27 | Japan    | MF  | Kohei Shimizu     |
| 35 | Japan    | MF  | Koji Nakajima     |

| Nr | Land     | Pos | Namn              |
| -- | -------- | --- | ----------------- |
| 6  | Japan    | MF  | Toshihiro Aoyama  |
| 7  | Japan    | MF  | Kōji Morisaki     |
| 8  | Japan    | MF  | Kazuyuki Morisaki |
| 14 | Kroatien | MF  | Mihael Mikić      |
| 15 | Japan    | MF  | Yojiro Takahagi   |
| 16 | Japan    | MF  | Satoru Yamagishi  |
| 20 | Japan    | MF  | Hironori Ishikawa |
| 27 | Japan    | MF  | Kohei Shimizu     |
| 35 | Japan    | MF  | Koji Nakajima     |

| Nr | Land  | Pos | Namn              |
| -- | ----- | --- | ----------------- |
| 9  | Japan | A   | Naoki Ishihara    |
| 11 | Japan | A   | Hisato Satō ()    |
| 18 | Japan | A   | Ryuichi Hirashige |
| 25 | Japan | A   | Junya Osaki       |

| Nr | Land  | Pos | Namn              |
| -- | ----- | --- | ----------------- |
| 9  | Japan | A   | Naoki Ishihara    |
| 11 | Japan | A   | Hisato Satō ()    |
| 18 | Japan | A   | Ryuichi Hirashige |
| 25 | Japan | A   | Junya Osaki       |

## Ulsan Hyundai
Tränare:  Kim Ho-Gon
| Nr | Land     | Pos | Namn            |
| -- | -------- | --- | --------------- |
| 1  | Sydkorea | MV  | Kim Young-Kwang |
| 18 | Sydkorea | MV  | Kim Seung-gyu   |
| 31 | Sydkorea | MV  | Chun Hong-Suk   |

| Nr | Land     | Pos | Namn            |
| -- | -------- | --- | --------------- |
| 1  | Sydkorea | MV  | Kim Young-Kwang |
| 18 | Sydkorea | MV  | Kim Seung-gyu   |
| 31 | Sydkorea | MV  | Chun Hong-Suk   |

| Nr | Land     | Pos | Namn            |
| -- | -------- | --- | --------------- |
| 2  | Sydkorea | F   | Lee Yong        |
| 3  | Sydkorea | F   | Lee Jae-Seong   |
| 5  | Sydkorea | F   | Kwak Tae-Hwi () |
| 22 | Sydkorea | F   | Choi Bo-Kyung   |
| 24 | Sydkorea | F   | Rim Chang-Woo   |
| 27 | Sydkorea | F   | Kang Jin-Wook   |

| Nr | Land     | Pos | Namn            |
| -- | -------- | --- | --------------- |
| 2  | Sydkorea | F   | Lee Yong        |
| 3  | Sydkorea | F   | Lee Jae-Seong   |
| 5  | Sydkorea | F   | Kwak Tae-Hwi () |
| 22 | Sydkorea | F   | Choi Bo-Kyung   |
| 24 | Sydkorea | F   | Rim Chang-Woo   |
| 27 | Sydkorea | F   | Kang Jin-Wook   |

| Nr | Land     | Pos | Namn                 |
| -- | -------- | --- | -------------------- |
| 7  | Sydkorea | MF  | Ko Chang-Hyun        |
| 8  | Sydkorea | MF  | Lee Ho               |
| 13 | Sydkorea | MF  | Kim Seung-Yong       |
| 14 | Sydkorea | MF  | Kim Young-Sam        |
| 15 | Sydkorea | MF  | Kim Dong-Suk         |
| 17 | Sydkorea | MF  | Go Seul-Ki           |
| 20 | Colombia | MF  | Julián Estiven Vélez |
| 25 | Sydkorea | MF  | Choi Jin-Soo         |
| 28 | Sydkorea | MF  | Kim Yong-Tae         |

| Nr | Land     | Pos | Namn                 |
| -- | -------- | --- | -------------------- |
| 7  | Sydkorea | MF  | Ko Chang-Hyun        |
| 8  | Sydkorea | MF  | Lee Ho               |
| 13 | Sydkorea | MF  | Kim Seung-Yong       |
| 14 | Sydkorea | MF  | Kim Young-Sam        |
| 15 | Sydkorea | MF  | Kim Dong-Suk         |
| 17 | Sydkorea | MF  | Go Seul-Ki           |
| 20 | Colombia | MF  | Julián Estiven Vélez |
| 25 | Sydkorea | MF  | Choi Jin-Soo         |
| 28 | Sydkorea | MF  | Kim Yong-Tae         |

| Nr | Land      | Pos | Namn            |
| -- | --------- | --- | --------------- |
| 9  | Sydkorea  | A   | Kim Shin-wook   |
| 10 | Brasilien | A   | Maranhão        |
| 11 | Sydkorea  | A   | Lee Keun-Ho     |
| 19 | Brasilien | A   | Rafinha         |
| 21 | Sydkorea  | A   | Lee Seung-Yeoul |

| Nr | Land      | Pos | Namn            |
| -- | --------- | --- | --------------- |
| 9  | Sydkorea  | A   | Kim Shin-wook   |
| 10 | Brasilien | A   | Maranhão        |
| 11 | Sydkorea  | A   | Lee Keun-Ho     |
| 19 | Brasilien | A   | Rafinha         |
| 21 | Sydkorea  | A   | Lee Seung-Yeoul |